# Kasustheorie
In der generativen Grammatik bezeichnet der Begriff Kasustheorie einen Teil der Rektions- und Bindungstheorie.
Die Kasustheorie untersucht, in welchen Bereichen Kasus auftreten und wie die Zuweisung von Kasus an bestimmte lexikalische Kategorien geschieht. Dabei gilt es zunächst zu unterscheiden zwischen einem abstrakten Kasus auf der Ebene der Universalgrammatik und dem morphologischen Kasus auf der Ebene der Einzelsprache. Denn auch das Englische etwa verfügt über (abstrakte) Kasus, diese sind jedoch nur im Bereich der Pronomina auch morphologisch realisiert: I (Nominativ), me (Akkusativ), my (Genitiv); he, him, his.

## Kasusfilter
Der Kasusfilter (case filter) besagt, dass jeder Nominalphrase ein (und nicht mehr als ein) Kasus zugewiesen werden muss; ansonsten ist ein Satz, in dem eine solche Nominalphrase verwendet wird, ungrammatisch.

## Kasuszuweisung
Welche Kategorien Kasus zuweisen können, ist von Sprache zu Sprache unterschiedlich. Generell gilt, dass Verben und Präpositionen Kasus zuweisen können: dem Freund (Dativ) helfen, durch den Sturm (Akkusativ). Nur in einigen Sprachen sind dagegen, wie im Deutschen, auch Nomina und Adjektive in der Lage, Kasus zuzuweisen: das Haus meines Bruders (Genitiv), seiner Mutter (Dativ) ähnlich. Dem Französischen sind Nomina und Adjektive als Kasuszuweiser fremd, wie die Unmöglichkeit von *Elle est contente sa vie zeigt; hier bedarf es der Präposition (Kasuszuweiser!) "de", um einen grammatisch korrekten Ausdruck zu erhalten: Elle est contente de sa vie.
In welche Richtung die Kasuszuweisung verläuft, ist von Sprache zu Sprache verschieden. Im Englischen wird der Kasus nach rechts zugewiesen, im Deutschen dagegen nach links. Deutlich wird dies bei der Zuweisung des Akkusativs im Nebensatz in folgendem Beispielsatz: I think that he knows the answer (A); aber nicht *Ich glaube, dass er kennt die Antwort (A), sondern nur Ich glaube, dass er die Antwort (A) kennt. In diesen Sätzen weist jeweils das Verb "knows" bzw. "kennt" den Akkusativ zu, im Englischen nach rechts, im Deutschen nach links.

## Adjazenzbedingung
In manchen Sprachen, wie etwa dem Englischen, gilt außerdem die Bedingung, dass einem Komplement nur dann ein Kasus zugewiesen wird, wenn es direkt neben dem lexikalischen Kopf steht (d. h. dem Element, das den Kasus zuweist), also adjazent ist: Martin did his homework yesterday, aber nicht *Martin did yesterday his homework. Zum Vergleich die deutsche Entsprechung: Martin machte seine Hausaufgaben gestern, und ebenso Martin machte gestern seine Hausaufgaben. Im Deutschen gilt die Adjazenzbedingung also nicht.

## Der Kasus des Subjekts
Auch dem Subjekt wird ein Kasus zugewiesen; allerdings nicht von dem Kopf einer Verbalphrase, sondern vom INFL-Knoten. Im Deutschen wird dem Subjekt stets der Nominativ zugewiesen. Dass dies nicht überall so ist, zeigen die Ergativsprachen, wo in bestimmten Fällen nicht der Nominativ, sondern der Ergativ zugewiesen wird.

## Der Kasus von Komplementen
In allen Sprachen gibt es einen Kasus, den Verben "standardmäßig" ihren Komplementen zuweisen; man bezeichnet ihn als Akkusativ oder Objektiv. Dieser Kasus kann nicht von Nomina oder Adjektiven zugewiesen werden: Ich schreibe den Brief (A), aber nicht *Das Schreiben den Brief fällt mir schwer, sondern Das Schreiben des Briefes fällt mir schwer. Für das Deutsche gilt allerdings, dass Nomina ohnehin nur den Genitiv zuweisen können, so dass für die oben genannte Beschränkung ein Blick auf das Russische aufschlussreicher ist: Hier weist das Verb "leiten" den Instrumental zu (руководить предприятием - ein Unternehmen leiten), und das Substantiv "Leitung" tut dies ebenfalls (руководство предприятием - die Leitung eines Unternehmens). Bei einem Verb, das den Akkusativ zuweist, kann das entsprechende Substantiv – gemäß der oben genannten Regel – nicht ebenfalls den Akkusativ zuweisen; tatsächlich findet sich hier der Genitiv: написать тексты (Akkusativ) - Texte schreiben vs. написание текстов (Genitiv) – das Schreiben von Texten.
Würde jedoch das Verb seinem Komplement in allen Fällen den Akkusativ bzw. Objektiv als Kasus zuweisen, dann müssten im Deutschen alle Verben mit Akkusativobjekt stehen, was offenbar nicht der Fall ist. Die Kasus, die im konkreten Fall zugewiesen werden, kann man unterscheiden nach:
- inhärenten (obliquen) Kasus: Sie können entweder als Besonderheit des Lexems zugewiesen werden ("folgen" weist immer den Dativ zu, "verfolgen" immer den Akkusativ) und werden dann auch als lexikalischer Kasus bezeichnet. Oder sie sind gebunden an eine bestimmte semantische Rolle; zum Ausdruck der Rolle "Instrument" dient im Lateinischen als inhärenter Kasus der Ablativ.
- strukturellen Kasus: Die Zuweisung erfolgt in Abhängigkeit von der grammatischen Funktion; so wird dem Verb-Komplement der Objektiv und dem Subjekt (z. B. im Deutschen) der Nominativ zugewiesen.